# Димитров, Стефан
Стефан Димитров (9 декабря 1957, Травник, Добричская область — июнь 2011, Германия) — болгарский тяжелоатлет, чемпион и призёр чемпионатов Европы, призёр чемпионата мира и летних Олимпийских игр 1980 года в Москве, олимпийский рекордсмен. Заслуженный мастер спорта Болгарии.

## Карьера
В 1978 году в Гавиржове (Чехословакия) Димитров стал бронзовым призёром чемпионата Европы с результатом 255 кг (115 + 140). В том же году на чемпионате мира в Геттисберге (США) он стал 3-м в рывке (110 кг). Через два года в Белграде болгарин стал чемпионом Европы 285 кг (127,5 + 157,5).
На Олимпиаде в Москве Димитров завоевал серебро с результатом 287,5 кг (120 + 167,5), уступив советскому спортсмену Виктору Мазину и опередив поляка Марека Северына. По ходу соревнований Димитров установил три олимпийских рекорда, которые, однако, были побиты в тот же день его соперниками. В рамках олимпийского турнира также были разыграны медали 54-го чемпионата мира по тяжёлой атлетике.